# Volvo T 22-23
Volvo T 22 / T 23 är en traktor från Volvo som tillverkades 1948 till 1952 och som vidareutvecklades från Volvo T 21. De tillverkades i 9 469 exemplar (T22), respektive 556 exemplar (T23). Dessa modeller hade jämfört med föregångaren bland annat bättre bromsar och större hjul. T 22 hade motor för fotogen, T 23 för bensin. I övrigt är de lika. 
 Kraftuttag och trepunktslyft var extrautrustning. 
  
 1952 vidareutvecklades traktorerna till Volvo T 24-25.

## Tekniska data[2]
- Motor: T22: C4F (fotogen), T23: C4B (bensin)
- Motoreffekt: 22,5 / 28,5 hk, 1 800 r/min
- Transmission/hastighet: 5 fram, maxfart 21,0 km/h, 1 back, maxfart 4,2 km/h
- Bränsletank: 45 + 4 L (den mindre tanken används för bensin på T22 och som reservtank på T23)
- Kylsystem: 11 L
- Vikt: 1 570 kg
- Hjulbas: 1 700 mm
- Längd: 2 510 mm
- Bredd: 1 670 mm